# Dal segno

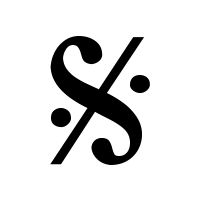
Figure 1: Segno.

Dal Segno, souvent abrégé en D.S., est un terme musical en italien qui signifie littéralement « depuis le signe ». Il s'agit d'une indication écrite par le compositeur ou par l'éditeur pour que l'interprète répète un passage musical déterminé en partant depuis le signe, appelé «segno» (voir Figure 1). Ce type d'indications de répétition est utilisé habituellement pour économiser l'espace,,.

## Description
Le symbole du «segno» (voir Figure 1) dans une partition peut signaler aussi bien le début que la fin d'un passage ou section qui doit être répété:
- Si le signe marque le début, à la fin de la section doit apparaître l'instruction «Dal Segno» ou «D.S.».
- Si le signe marque la fin de la partie à répéter, au début de la partie correspondante, on trouve l'instruction «Al Segno», qui indique au musicien qu'il doit sauter jusqu'à la mesure où se trouve ce signe. On peut aussi employer d'autres expressions similaires comme«sin 'al segno» qui signifie "jusqu'au signe" ou bien «fin 'al segno» qui veut dire "terminer au signe"'[4].

### Codification
En Unicode, le symbole de «segno» se codifie dans le bloc de symboles musicaux par le code U+1D10B.

## Types
Les variantes que présente cette indication sont les suivantes :

### Dal Segno al Fine
Dal Segno al Fine, abrégé en D.S. al Fine, indique à l'interprète qu'il doit répéter la pièce depuis le signe ou «segno» jusqu'à arriver à la mesure marquée avec le mot «fine» et là, il doit terminer l'interprétation (voir Figure 2).

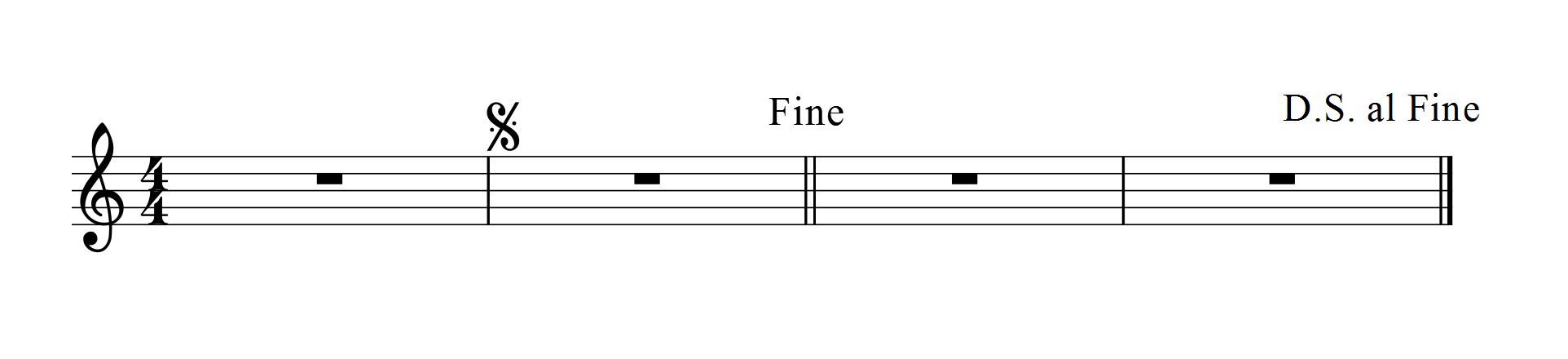
Figure 2. Dal Segno al Fine. L'interprétation des quatre mesures se fait dans l'ordre suivant: 1-2-3-4-2.

### Dal Segno al Coda
Dal Segno al Coda, abrégé en D.S. al Coda, signifie littéralement "du signe à la queue", indique à l'interprète qu'il doit répéter la pièce depuis le signe ou «segno», continuer à jouer jusqu'à arriver au premier symbole de coda. Après il doit passer directement jusqu'à l'endroit où est le second symbole de coda et continuer à jouer de là jusqu'à la fin. Le fragment qui va depuis le second symbole de coda jusqu'à la fin est souvent appelé la «coda» de la pièce ou  «final».

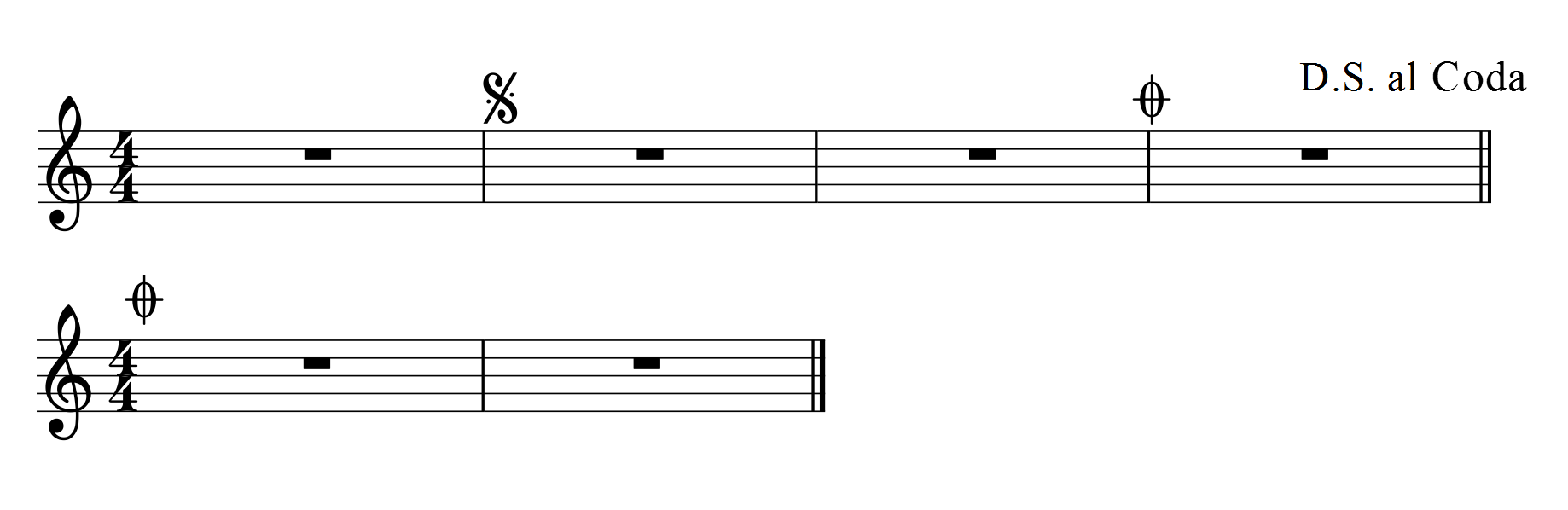
Figura 3. Dal Segno al Coda. L'interprétation des six mesures se fait dans l'ordre suivant: 1-2-3-4-2-3-5-6.